# Benvenuto Maria Disertori
Benvenuto Maria Disertori (Trente, 16 février 1887 – Milan, 22 janvier 1969) est un musicologue et graveur italien.

## Biographie
Disertori est une personnalité avec beaucoup d'intérêts  : en plus d'être musicologue, spécialisé dans paléographie de la musique des XVIe et XVIIe siècles, il est l'un des plus importants graveurs italiens de la première partie du XXe siècle, actif à la fois dans le domaine de l'illustration et dans la production d’ex-libris. Il a utilisé toutes les techniques diverses de la gravure, tels que l'eau-forte, la gravure sur bois, le burin et la pointe sèche.
Il fut l'un des artistes qui ont contribué à L'Eroica (entre 1912 et 1937), revue de littérature et de gravures sur bois publiée dans la première moitié du XXe siècle.
En 1925, il épouse la peintre néerlandaise Regina Philippona. Entre 1920 et 1930, il réalise illustrations, page de titre et couvertures de plusieurs livres pour la maison d'édition Mondadori.
Professeur de gravure dès 1931 jusqu'à 1960, à l'Académie des beaux-arts de Brera à Milan, en 1950, il est l'un des cofondateurs de l’Istituto G. Cesari de Crémone, où il a enseigné la paléographie de la musique de la renaissance.
Des exemplaires de ses œuvres sont conservées au Cabinet des estampes de la galerie des Offices, à Florence et au Metropolitan Museum de New York (soixante-trois pièces). Le musée d'art moderne et contemporain (MART) de Rovereto, en plus d'une collection de graphiques originaux, possède également un riche ensemble de ses bois pour la xylographie.
Les partitions et textes anciens ayant appartenu à Disertori, ont été donnés en 1987, à la Bibliothèque Braidense (fonds Benvenuto Disertori) à Milan.

## Éditeur et écrits
- Le Frottole per canto e liuto intabulate da Franciscus Bossinensis (coll. « Istituzioni e monumenti dell'arte musicale italiana », Ricordi 1964) (OCLC 62730761) Œuvres de Franciscus Bossinensis
- La musica nei quadri antichi, introduction et édition de Regina Disertori et Andrea Disertori, Turin 1978.

## Rétrospective
- MART, Benvenuto Disertori, Rovereto, 2010